# Sacrifice (trò chơi điện tử)
Sacrifice tựa game chiến lược thời gian thực kết hợp với yếu tố hành động vài yếu tố khác do hãng Shiny Entertainment phát triển và Interplay Entertainment phát hành năm 2000 cho hệ điều hành Windows 98. Người chơi sẽ vào vai một pháp sư người có thể tung các phép thuật trực tiếp chiến đấu cũng như triệu tập các sinh vật khác nhau để điều khiển chiến đấu. Với hình ảnh ấn tượng Sacrifice là trò chơi điện tử thương mại đầu tiên sử dụng hoàn toàn ứng dụng card màn hình để chuyển đổi, cắt xén cũng như sử dụng các hiệu ứng ánh sáng. Trò chơi này được chuyển sang hệ điều hành Mac OS 9.2 vào năm 2001.
Không giống như các trò chơi chiến lược thời gian thực khác, Sacrifice không chú trọng đến việc thu thập tài nguyên. Không có các công trình hay máy đi thu gom tài nguyên, pháp sư sẽ là người phải đi thu gom các linh hồn với số lượng giới hạn để triệu tập các sinh vật, năng lượng pháp thuật (mana) để triển khai phép thuật và triệu tập có thể tự tái tạo hoạc chiếm các giếng mana để hồi phục nhanh hơn. Sẽ co năm vị thần khác nhau và mỗi vị thần sẽ cho pháp sư các phép thuật cũng như khả năng triệu tập sinh vật riêng biệt. Để chiến thắng người chơi phải đánh bại pháp sư của vị thần đối địch vốn cũng bất tử và chỉ chết khi đền thờ của các pháp sư này bị ô uế bằng việc hiến tế một sinh vật của người chơi. Bên cạnh một chiến dịch chơi đơn, Sacrifice còn cho phép nối mạng chơi 4 người thông qua mạng máy tính.
Sacrifice được thực hiện bởi một đội ngũ khá nhỏ, tất cả các công việc hầu hết đều do 4 thành viên chủ chốt thực hiện. Trò chơi sử dụng phương pháp xắc nhỏ đa giác: một đa giác sẽ được cắt thành hàng ngàn đa giác khác nhỏ hơn được sử dụng để hiển thị một đối tượng và các chi tiết nhỏ cần thiết khác, không cần sử dụng nhiều đa giác khác nhau để hiển thị chúng nên hình ảnh sẽ trở nên chi tiết hơn nhưng không làm nặng cấu hình máy. Sacrifice có thể chơi trên nhiều máy khác nhau với thiết lập cấu hình cao nhất. Ngoài hình ảnh tốt trò chơi còn được lồng tiếng bởi các chuyên gia khác nhau. Sacrifice đã nhận được nhiều lời khen ngợi với các mẫu sinh vật độc đáo và hài hước của mình. Tuy nhiên việc chiến đấu thì lại quá nhanh và dự dội đã thu hút sực chú ý của người chơi khiến cho không để ý đến các việc khác như phòng thủ khi có đối thủ khác vòng ra sau. Mặc dù giành được nhiều giải thưởng tuy nhiên Sacrifice không thành công trong thương mại nên không được lên kế hoạch cho việc thực hiện phần tiếp theo.

## Cốt truyện
Người chơi sẽ đóng vai một vị pháp sư lưu lạc sau khi thế giới của chính mình bị hủy diệt. Vị pháp sư này vô tình rơi vào thế giới của Sacrifice, một vì sao trong không-thời gian, để rồi biết rằng thế giới này cũng đã bị chia cắt bởi sự điên rồi, ngu xuẩn của loài người. Thế giới đó được tạo nên bởi nhiều ốc đảo trôi nổi trong một khoảng không gian trống rỗng, vô tận. Mỗi hòn đảo đều nằm dưới sự cai quản của một trong 5 vị thần: nữ thần sự sống và công lý Persephone, thần chiến tranh và chết chóc Charnel, thần đất James, thần của không khí và thiên đường Strato và vị thần lửa cùng sự hủy diệt Pyro. Với tính khí ngang tàng của mình, chàng pháp sư sẵn sàng liên kết với bất kỳ vị thần nào. Mỗi vị thần sẽ ban cho anh ta những phép thuật và ân huệ khác nhau khi thăng cấp. Người chơi sẽ bắt đầu cuộc phiêu lưu của mình bằng cách chọn một trong năm vị thần rồi hoàn thành nhiệm vụ được giao ở vòng đầu. Và thế là câu chuyện thực sự bắt đầu. Một nhà tiên trị già nua xuất hiện trước những vị thần và nói về ngày tận thế và người hủy diệt thế giới sẽ chính là một trong năm vị thần này. Mâu thuẫn giữa các vị thần bùng nổ, và một cuộc chiến bắt đầu.

## Lối chơi
Lối chơi của Sacrifice khác biệt so với các trò RTS hiện nay ở chỗ nhân vật chính của người chơi sẽ đóng vai vị tướng chỉ huy cũng như người kêu gọi các đạo quân, tìm kiếm các nguồn tài nguyên v.v... Có hai loại tài nguyên trong game là soul (linh hồn) và mana (năng lượng). Chỉ có một số số lượng linh hồn nhất định trên bản đồ, do đó nếu người chơi thu thập được nhiều linh hồn thì đối thủ sẽ có ít hơn. Người chơi thu thập các linh hồn lang thang bằng một câu thần chú. Người chơi sẽ dùng những linh hồn đã thu thập được để triệu tập các sinh vật, tạo thành các đạo quân cho mình. Đối với mỗi sinh vật khác nhau, người chơi sẽ cần lượng mana và soul khác nhau để triệu tập, tùy vào sức mạnh và các kỹ năng đặc biệt của nó. Người chơi cũng sẽ cần mana để thực hiện các phép thuật. Manan được thu thập nhờ các Manalith (tháp mana), là các cấu trúc hấp thụ năng lượng từ các Mana Fountain (Vòi phun năng lượng).
Như các tựa game chiến thuật khác, Sacrifice có một số lượng phép thuật khá phong phú và được chia làm 3 loại. Các phép thuật được trình bày theo một giao diện rất dễ hiểu và tiện dụng phía dưới màn hình. Nó hầu như không chiếm dụng tầm nhìn mà lại có thể được sử dụng rất nhanh. Nguồn tài nguyên (bao gồm cả lượng máu của người chơi) được thể hiện dưới dạng 3 khung nhỏ ở góc trên màn hình. Tất cả các chức năng đều có một icon tượng trưng và đều có thể sử dụng tức thời nhờ phím tắt (hot-key). Khi muốn sử dụng một chức năng, người chơi chỉ việc giữ Ctrl+Shift và nhấn phím tắt tương ứng. Người chơi cũng có thể tự chọn các phím tắt cho riêng mình, giúp tự chủ hơn và tránh việc nhấn sai vốn rất thường thấy khi chơi nhanh. Cách bấm này tạo cho người chơi một khoảng thời gian trống để bình tĩnh quyết định, nhất là trong một trận đánh lớn.
Nói chung, các phép thuật trong Sacrifice được phân chia gần giống như trong Nox với các phép triệu hồi, phép trạng thái cũng như tấn công và các phép xây dựng. Phép triệu hồi là loại phép dùng để kêu gọi các sinh vật từ những linh hồn phù du để giúp đỡ người chơi. Đây sẽ là loại phép được sử dụng nhiều nhất vì những sinh vật triêu hồi được chính là quân đội, sức mạnh tấn công chủ yếu của người chơi. Tương tự như thể loại game nhập vai, người chơi sẽ được thăng cấp tùy vào kinh nghiệm chiến đấu. Khi người chơi đã dấn sâu vào cuộc và có level cao thì người chơi sẽ có những thần chú triệu hồi khác nhau tùy vào vị thần mà người chơi đang phục vụ. Những sinh vật trong Sacrifice rất đa dạng và phong phú, từ quái vật cho đến những sinh vật cực kỳ kinh dị. Người chơi sẽ dễ dàng có được những sinh vật thông thường Rangers (của phe Persephone) hay loại côn trùng khồng lồ nhiều cánh như Phoenix (phe Pyro) đến những con quái vật kinh khủng Abomination có thể bắn những đoạn nội tạng của nó vào kẻ thù. Một số sinh vật thậm chí còn có thể sử dụng phép thuật khiến chúng càng trở nên hữu dụng. Tuy chúng có thể tự sử dụng phép một vài lần nhưng thường thì người chơi phải tự điều khiển chúng.
Bên cạnh đó, các đạo quân của người chơi có thể được nhóm lại thành rất nhiều đội hình với các ưu, khuyết điểm khác nhau khiến người chơi phải chú tâm nghiên cứu. So với những trò RTS bình thường như StarCraft, khi người chơi chỉ có thể nhóm hàng loạt đạo quân vào một nhóm vô trật tự thì đây quả là một bước đột phá lớn về chiến thuật. Nếu muốn chỉnh đội hình cho đạo quân của mình, người chơi chỉ cần giữ nút phải của chuột và danh mục các đội hình định sẵn sẽ mở ra. Thậm chí người chơi còn có thể tạo ra những câu lệnh dể dễ dàng truy cập đến các chức năng và ra mệnh lệnh. Lại một tính năng mới lạ giúp người chơi điều khiển đội quân dễ dàng hơn.
Loại phép thuật tiếp theo mà người chơi sẽ có là các phép thuật trạng thái. Không hoàn toàn giống như thể loại game nhập vai, phép trạng thái trong Sacrifice bao gồm cả các phép đánh trực tiếp, phép hồi sinh và các loại phép khác. Đây đều là những phép rất đáng chú ý trong game. Khi đã đạt đến cấp độ cao, người chơi có thể có được một vài loại phép thuật mạnh có sức tàn phá rất cao trên nhiều sinh vật. Hãy thật cẩn thận khi sử dụng các loại phép thuật này vì chúng cũng có thể quay lại tiêu diệt chính người chơi nữa. Những câu thần chú trong game đều được thiết kế hòng lôi kéo người chơi vào cuộc chiến cùng với đạo quân của mình. Nó thật sự mang lại cho người chơi yếu tố hành động và mạo hiểm cũng như sự sôi động lôi cuốn người chơi vào game. Một vài phép thuật cũng mang tính chất hài hước như phép ném một con bò vào kẻ địch để tạo ra khả năng sát thương cao nhờ chấn động và va chạm.
Danh mục phép cuối cùng của người chơi sẽ là các phép xây dựng dùng để xây cất các manalith, sinh vật canh gác và bệ thờ thần linh cũng như vô hiệu hóa các thánh tích của quân địch, thu thập linh hồn và dịch chuyển tức thời quanh bản đồ. Chức năng biến hình trong game thật sự là một chức năng hữu ích vì các bản đồ trong trò chơi này rất rộng. Với cách này, người chơi có thể tùy ý hô biến bất kỳ công trình nào của phe mình trong vòng vài giây.

## Đón nhận
Với việc nhiều trò chơi chiến thuật khác nhau khi đó đã cố gắng nâng cao hiệu ứng hình ảnh chứ không quan tâm lắm tới việc đổi mới cách chơi. Shiny Entertainment đã nhận ra điều đó và đã được ngành công nghiệp điện tử công nhận do cách chơi độc đáo, trình bày hài hước cũng như thiết kế nghệ thuật độc đáo. Khi công ty công bố Sacrifice là trò chơi chiến lược thời gian thật đầu tiên của mình thì giới quan sát của ngành công nghiệp game đã quan tâm để xem nó có thể là một sản phẩm chất lượng hay không.
Trò chơi nhận được nhiều khen ngơi ban đầu. Phong các nghệ thuật là điểm tập trung các nhận xét: Các sinh vật tưởng tượng trông ấn tượng và độc đáo. Hiệu ứng phép thuật cũng nhận được nhiều đáng giá khả quan. Tạp chí Next Generation đã gọi chúng là Đầy cảm hứng, trong khi Eurogamer nói là Đầy ngoạn mục cho cảnh Những cơn mưa lửa trút xuống chiến trường, những cơn gió lốc thổi bay các sinh vật, hoặc mặt đất sưng lên và phun trào dưới chân. Mặc dù các hiệu ứng như thế cũng có trong các trò chơi khác nhưng có điểm khác biệt lớn khi nhìn chúng ở góc độ thứ nhất. Các nhận xét tại FiringSquad và PC Gamer nói về sự choáng ngợp bởi các hiệu ứng tuyệt đẹp. Các nhận viên của tạp chí Edge thì ấn tượng với màn hình Đầy những đôi cánh, cùng những sinh vật sinh động và Bầu trời với các đám mây xoắn ốc khổng lồ tuyệt đẹp.
Ngoài hiệu ứng hình ảnh hiệu ứng âm thanh cũng thu hút sự chú ý của người chơi. Các đánh giá tại GameSpot nói rất thích nghe dẫn chuyện thông qua những mẫu đối thoại được ghi lại. Các diễn viên lồng tiếng được đánh giá là đạt được việc chuyển tải chiều sâu tâm lý cũng như tính cách nhân vật. Tuy nhiên có vài cảnh môi của nhân vật cử động không đúng với lời nói và chỉ có một số ít cử chỉ đi cùng với lời nói.
Trong một số bài nhận xét thì điểm thiếu sót của Sacrifice là cách xử lý trong việc chiến đấu. Việc nhìn từ đằng sau nhân vật khiến cho tầm nhìn bị khuất không thấy rõ được diễn biến phía trước. Ngoài ra nhịp điệu nhanh của mỗi trận đánh làm cho tầm nhìn bị rối tung lên khiến cho việc chọn các sinh vật trong trận đánh hỗn loạn là rất khó việc duy nhất có thể làm lúc đó là đưa nhân vật chính ra khỏi chiến trận đến nơi an toàn và tung phép vào trận chiến. Người chơi nói rằng nếu họ bị thua trong trận đánh khi mở màn thì sẽ không bao giờ có thể khôi phục lại được số lượng sinh vật để giành chiến thắng trong màn đó. Tại GameSpot có bài đánh giá nói rằng khi chơi nối mạng người chơi sẽ có xu hướng câu thời gian để các nhân vật có được những phép thuật mạnh thì mới bắt đầu trận chiến chính. PC Zone thì nói trò chơi thiếu tính chiến thuật, với việc chỉ cần triệu tập các sinh vật và tấn công kẻ thù liên tiếp thì có thể giành chiến thắng. Bài đánh giá đồng ý rằng trò chơi thiếu tính chiến thuật nhưng nó rất ấn tượng đủ để bù đắp phần thiếu sót.
IGN đã nhận xét cường độ và sự hứng thú tạo ra bởi trò chơi là điên cuồng nhưng người chơi nên cẩn thận với việc bị tăng huyết áp. Yêu cầu trong việc quản lý vi mô và phản xạ nhanh của trò chơi là rất cao nên Maximum PC đã đặt Sacrifice biệt danh là Lý do tốt nhất để người chơi mọc thêm cánh tay thứ ba, trong một bài đánh giá có nói Dường như trò chơi được thiết kế cho một người chơi có đến 13 ngón tay. Tuy nhiên cách chơi đã bù đắp rất lớn cho trò chơi, hệ thống điều khiển và hình ảnh đã gây ấn tượng cho những người tại Edge, họ đã viết viết Đây là một trong số ít tựa trò chơi đã mang thể loại chiến lược vào không gian ba chiều và đã thiết phục người chơi với bề mặt được tô điểm trở nên rực rỡ hơn trong không gian 3D.
Không có thông tin nào về doanh thu của game, nhưng vài thành viên của hiệp hội công nghiệp game nói rằng nó không có doanh thu tốt. James Bell Phó Chủ tịch Phát triển Sáng tạo tại Infogrames nói rằng mặc dù một trò chơi xuất sắc nhưng trò chơi có doanh thu thấp là vì thị trường không tốt lúc đó cũng như đã chọn lịch phát hành sai thời điểm. Một lý do khác là vì nó có một đội ngũ phát triển quá nhỏ. Chỉ với 4 thành viên nên trò chơi đã được xây dựng xung quanh các sở thích chơi game của họ chứ không tính đến ý kiến của nhiều người hơn, vì vậy trò chơi đã trở thành một sản phẩm có tầm nhìn khá hẹp.

### Danh hiệu
IGN đã bị ấn tượng và nói rằng Trò chơi tuyệt vời với đầy các nhân vật của trí tưởng tượng, Sacrifice đã nhận danh hiệu  Trò chơi chiến lược hay nhất năm 2000. Nó đã được vinh danh trong cùng năm tại Triển lãm thương mại máy tính châu Âu như Trò chơi máy tính hay nhất của cuộc triển lãm. Từ khi phát hành thì Sacrifice đã nằm trong danh sách 100 trò chơi hay nhất của PC Gamer trong vòng 8 năm liên tiếp. Nhìn lại lịch sử của trò chơi chiến lược thời gian thực thì Geryk đã chỉ ra "chiều sâu và sự độc đáo" của Sacrifice, nó chưa từng xuất hiện trong thể loại này và thường bị bỏ qua do đồ họa ấn tượng của chính nó. UGO đã xếp nó vào danh sách 18 trò chơi hay nhất của mọi thời đại vào năm 2009.
Mặc dù Sacrifice được vinh danh là một trò chơi chất lượng nhưng các quan sát viên của ngành công nghiệp nói nó bị quên lãng bởi hầu hết mọi người. GamesRadar nói "Trò chơi gần như vô hình với các người chơi", tuy nhiên những người biết tới trò chơi này vẫn khen ngợi nó như Peter Molyneux cha đẻ của thể loại nhập vai thần thánh được biết đến nhiều nhất qua trò Black & White. mặc dù nhận được nhiều đề nghị trực tiếp về việc phát triển phần tiếp theo nhưng Shiny đã tuyên bố "sẽ không thực hiện nó" năm 2002. Năm 2009, GamesRadar cũng đã lặp lại lời kêu gọi cùng tuyên bố Đây là một trong những trò chơi được đánh giá cao nhất trong mọi thời đại.